# Centriool
| Celbiologie |
| De dierlijke cel |
| --- |
| Animal Cell |
| Componenten van een dierlijke cel: 1. Nucleolus 2. Celkern 3. Ribosoom (blauwe puntjes) 4. Vesikel 5. Ruw endoplasmatisch reticulum 6. Golgicomplex 7. Cytoskelet 8. Glad endoplasmatisch reticulum 9. Mitochondrion 10. Vacuole 11. Cytosol 12. Lysosoom 13. Centrosoom 14. Celmembraan |
| Portaal Biologie |

Een centriool is een organel zonder membraan dat voorkomt in alle dierlijke cellen, altijd twee per centrosoom. Hierbij staat het ene centriool loodrecht op het tweede. Het voorkomen van centriolen loopt terug tot bij de gisten (onder andere Saccharomyces cerevisiae), bij cellen van hogere planten worden centriolen niet aangetroffen.
Centriolen spelen een belangrijke rol bij de celdeling, hierbij verdubbelen ze zich en begeven zich elk naar een tegenovergestelde kant van de cel. Van hieruit kunnen ze elk, met behulp van de eiwitdraden, de helft van de 2n chromosomen (dus n paar chromosomen, bestaande uit viermaal zoveel chromatiden) afzonderen, waarna de cel zich kan delen en de moedercel twee dochtercellen voortbrengt.
Een centriool heeft de vorm van een cilindertje, opgebouwd uit negen groepjes van drie microtubuli (buisjes) die gerangschikt zijn als de schoepen van een watermolen.
De centriolen kunnen ook orgaantjes bevatten die de trilharen (ciliën) en zweepstaartjes (flagellen) aanmaken. Trilharen vindt men onder andere in het slijmvlies van de luchtpijp. Zweepdraden zijn de 'staartjes' aan de mannelijke zaadcellen. Trilharen en zweepstaartjes komen verder voor bij veel eencellige organismen.
Men vermoedt dat centriolen overblijfselen zijn van spirocheten, die door endosymbiose zijn opgenomen in de cel.

## Afbeeldingen

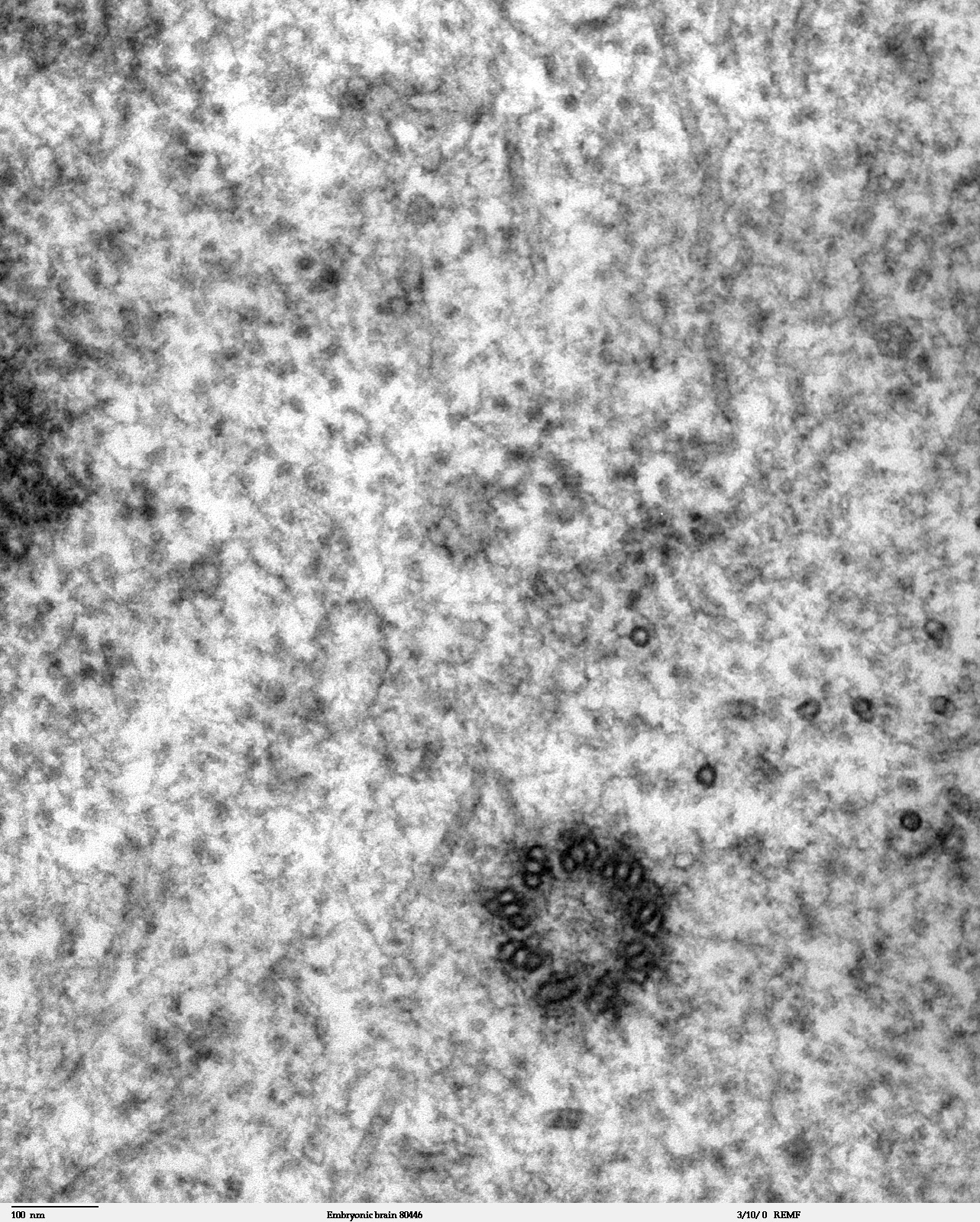
Doorsnede van een centriool uit een cel van een embryo van een muis
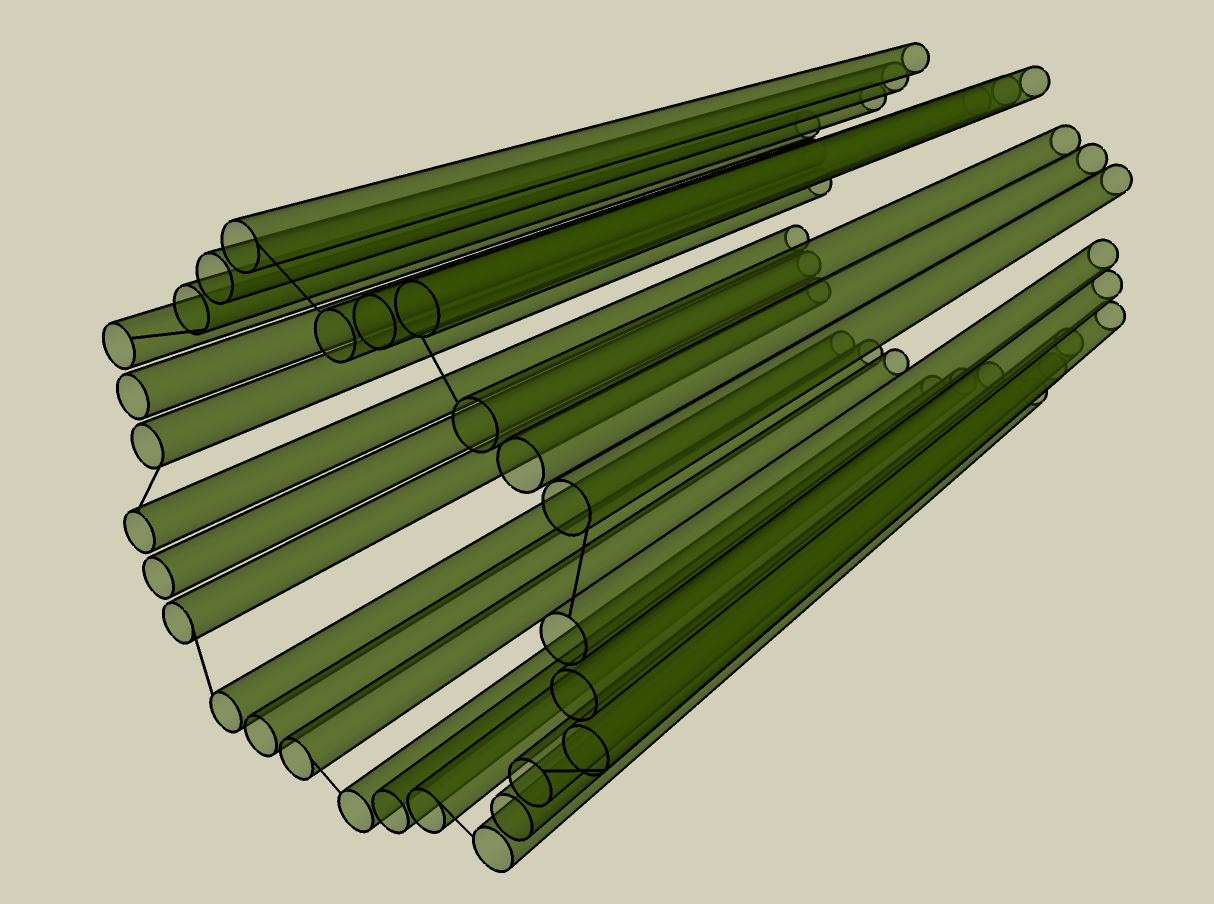
Driedimensionale voorstelling van een centriool. Diameter 150 nm, lengte 300 à 500 nm